# Karpfham (Bad Griesbach im Rottal)
Karpfham ist ein Gemeindeteil der Stadt Bad Griesbach im Rottal im niederbayerischen Landkreis Passau.

## Lage
Karpfham liegt im Rottal im Niederbayerischen Bäderdreieck. 

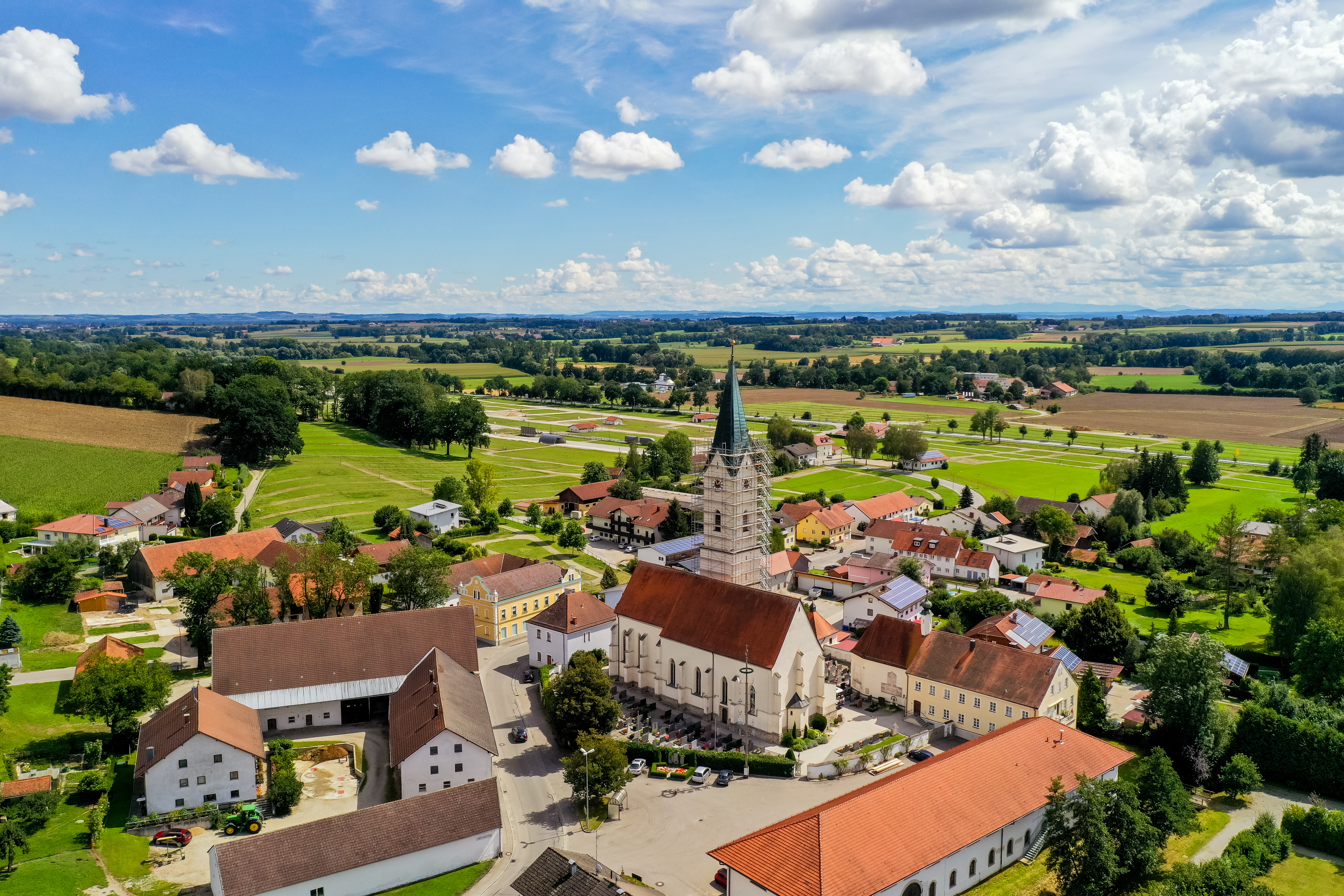
Die Ortsmitte von Karpfham

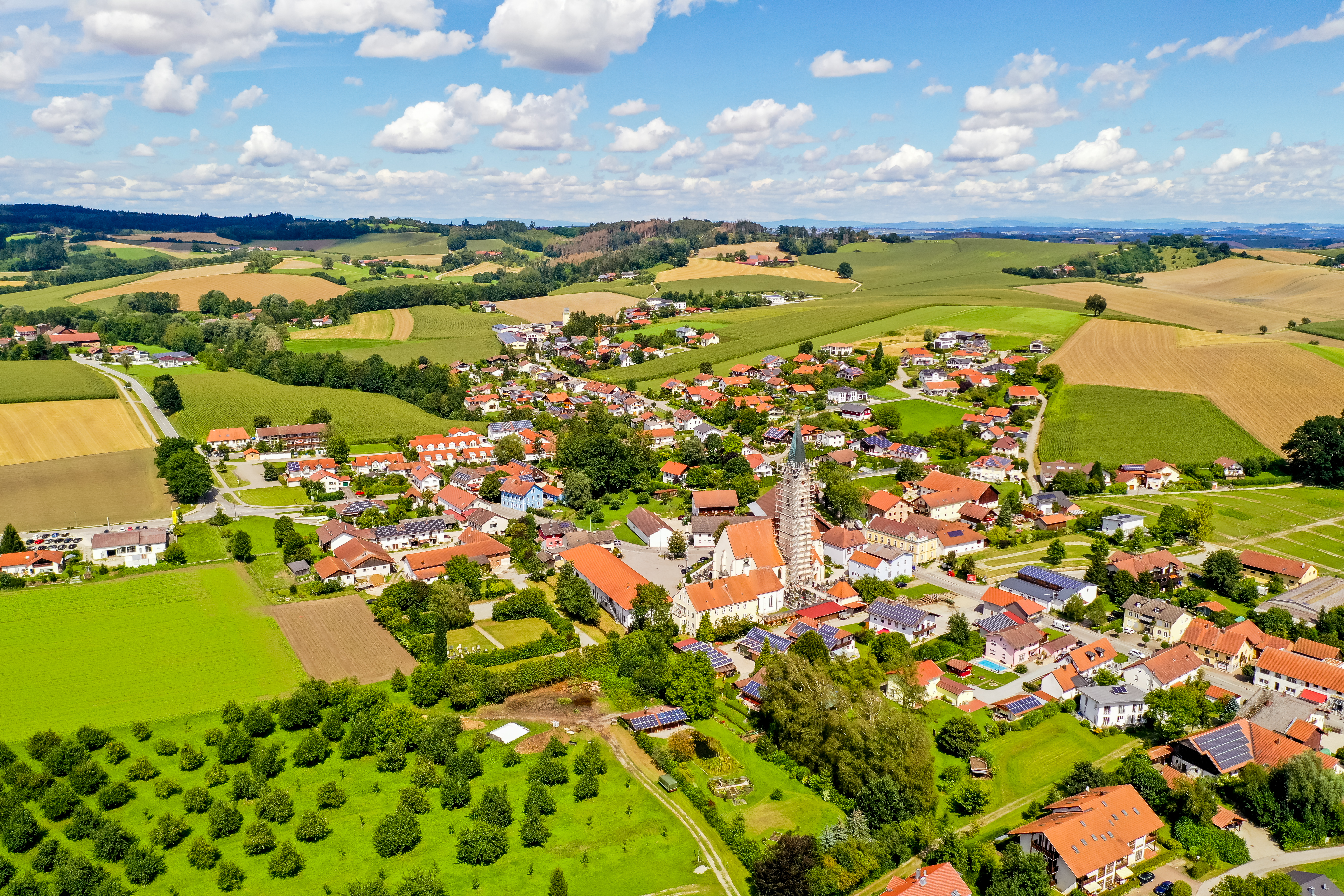
Blick auf Karpfham von Süden

## Geschichte
Der Ort Karpfham wurde erstmals im Jahre 903 genannt, als Ludwig das Kind die Zehnt von „Chorpheim“ dem Domkapitel des Bistums Passau gab. Die Pfarrei wird bereits 1038 urkundlich erwähnt, in Griesbach befand sich bis 1805 nur eine Filialkirche. Im Jahr 1376 stiftete Ritter Heinrich Tuschl von Söldenau, Pfleger in Vilshofen, für eine ewige Messe 54 Pfund.
Von 1864 bis 1964 betrieben die Englischen Fräulein hier ein Kloster und eine Schule. Die Gemeinde Karpfham hatte 1933 1114 und 1939 1077 Einwohner. Einwohnerstand im Jahr 2020 ist 1191. Bei der Gemeindegebietsreform kam sie am 1. Januar 1972 zur Stadt Griesbach im Rottal.

## Sehenswürdigkeiten
- Die Pfarrkirche St. Maria Himmelfahrt wurde 1453 bis 1476 erbaut. Sie besitzt ein kompliziertes farbiges Netzrippengewölbe mit spätgotischen Decken- und Wandgemälden. Die Ausstattung ist neugotisch.
- Auch die Friedhofskapelle, die den 14 Nothelfern geweiht ist, hat ein Netzrippengewölbe.
- Bekannt ist Karpfham besonders durch das Karpfhamer Fest im September, eines der größten Volksfeste in Bayern.

## Söhne und Töchter von Karpfham
- Max Absmeier (1920–2012), katholischer Geistlicher und Ehrenbürger von Altötting